# Стрекозки
Стрекозки, или гемеробы (лат. Hemerobius), — род насекомых из семейства гемеробов (Hemerobiidae).
Длина тела 4—6 мм. Характерные признаки: четковидные усики, прозрачные крылья, однообразно окрашенные или пятнистые, веретенообразные или цилиндрические голени, веретенообразный последний членик лапок. 
Личинки стрекозок удлинённые, с короткими широкими челюстями, приспособленными для сосанья, и толстыми усиками. Они, подобно личинкам близкого рода золотоглазок, или флерниц (Chrysopa), живут на листьях и питаются тлями (почему и носят название вместе с личинками Chrysopa тлеевых львов), клещами, червецами, трипсами и яйцами чешуекрылых. Личинки некоторых видов стрекозок бывают покрыты остатками (хитиновыми шкурками) тлей, которых они высосали. Личинки окукливаются в беловатом коконе. Стрекозки откладывают овальные яйца на листья, прикрепляя их на тоненьких стебельках, которые представляют собой выделения придаточных половых желез. 
Представители рода распространены в Европе и Северной Америке. Встречаются обычно на различных кустарниках и деревьях.
Виды
- Hemerobius atrifrons
- Hemerobius contumax
- Hemerobius fenestratus
- Hemerobius handschini
- Hemerobius humulinus
- Hemerobius lutescens
- Hemerobius marginatus
- Hemerobius micans
- Hemerobius nitidulus
- Hemerobius perelegans
- Hemerobius pini
- Hemerobius simulans
- Hemerobius stigma